# Le Vrai Monde ?
Le Vrai Monde ? est une pièce de théâtre de Michel Tremblay dont la première a lieu en 1987. Elle met en scène le personnage de Claude, un jeune dramaturge en devenir, qui secoue les membres de sa famille en écrivant une pièce dont ils sont les protagonistes.

## Argument
À 23 ans, Claude, qui caresse le rêve de devenir dramaturge, vient de mettre le point final à sa première pièce de théâtre. Les membres de sa famille, fiers et curieux, lisent l'œuvre et sont profondément choqués de se voir décrits d'une façon qu'ils trouvent tous mensongère. Pendant qu'ils se plaignent à l'auteur, les personnages de la pièce continuent de vivre dans leur espace théâtral et ce qu'ils disent fait souvent écho ou devient un révélateur aux paroles des membres de la famille de Claude qui vont s'arroger le droit de faire taire l'auteur. En voulant tout à la fois « trahir, défigurer, enregistrer, livrer et retrouver » les siens, l'écrivain n'aura su que les blesser et susciter leur colère. 
« Il s'agit d'une des grandes œuvres de Tremblay, parmi les plus pures mais aussi les plus chargées de rage.  »
— Robert Lévesque, Le Devoir, 8 septembre 1988.

## Création
Le Vrai Monde ? est créé le 15 avril 1987 par le Théâtre du Rideau Vert en coproduction avec le Centre national des arts à Ottawa, dans une mise en scène de André Brassard. La distribution originale est composée de Rita Lafontaine, Gilles Renaud, Angèle Coutu, Raymond Bouchard, Sylvie Ferlatte, Julie Vincent et Patrice Coquereau.

## Adaptation télévisuelle
- 1991 : Le Vrai Monde ?, téléfilm réalisé par Jean-Yves Laforce

## Source
Michel Tremblay, Le Vrai Monde ?, Léméac Éditeur, 1987, 106 p.